# クレア・ラッシュブルック
クレア・ラッシュブルック（Claire Rushbrook、1971年 - ）は、イギリスの女優。

## 主な出演作品
- 秘密と嘘 Secrets & Lies (1996)
- スパイス・ザ・ムービー Spice World (1997)
- アンダー・ザ・スキン Under the Skin (1997)
- プランケット&マクレーン Plunkett & Macleane (1999)
- マインド・ゲート 監禁少女のSOS Doctor Sleep (2002) ※日本劇場未公開
- ホワイトチャペル 終わりなき殺意 Whitechapel (2009-2013) ※テレビシリーズ
- ニュー・トリックス〜退職デカの事件簿〜「”セールスマンの死”の謎」 New Tricks : Death of a Timeshare Salesman (2009) ※テレビシリーズ、第6シーズン第5回
- アガサ・クリスティー ミス・マープル「青いゼラニウム」 Agatha Christie's Marple : The Blue Geranium (2010) ※テレビシリーズ、第5シーズン第3回
- FADES/フェーズ The Fades (2011) ※テレビミニシリーズ
- 大いなる遺産 Great Expectations (2011) ※テレビミニシリーズ
- レクイエム:マチルダ・グレイの秘密 Requiem (2018) ※テレビシリーズ
- ザ・スプリット 離婚弁護士 The Sprit (2018) ※テレビシリーズ、第1シーズン第4回
- エノーラ・ホームズの事件簿 Enola Holmes (2020)
- アンモナイトの目覚め Ammonite (2020)